# Batocera granulipennis
Batocera granulipennis là một loài bọ cánh cứng trong họ Cerambycidae.